# Unaysaurus
Unaysaurus là một chi khủng long, được Leal Azevedo Kellner & Da Rosa mô tả khoa học năm 2004.